# Simulium anchistinum
Simulium anchistinum es una especie de insecto del género Simulium, familia Simuliidae, orden Diptera.
Fue descrita científicamente por Moulton & Adler en 1995.